# Dish Network
Dish Network (відома як Dish) — американська компанія, що надає послуги супутникового мовлення та супутникового інтернет зв'язку на території США. Станом на листопад 2013 року компанія має близько 14 мільйонів кліентів та 19 тисяч співробітників.